# Tashi Wangdu
Ne doit pas être confondu avec Tashi Wangdi.
Tashi Wangdu (tibétain : བཀྲ་ཤིས་དབང་འདུས་, Wylie : bkra shis dbang 'dus, né le 12 avril 1972 à Bylakuppe) est un diplomate tibétain et directeur général de la Fédération des coopératives tibétains en Inde.

## Biographie

### Etudes
Il a obtenu le grade X (École centrale pour les Tibétains (CST) Bylakuppe) et XII (CST Mussoorie) et le B.com de l'université de Mysore où il a fondé le Mysore Tibetan College Students Association en 1993.
Il a effectué un diplôme d'études supérieures en Business Analytics au St. Joseph's College, Bangalore (en), au cours duquel il obtient un diplôme en applications informatiques de CMC en 1995.
En 2010, il a rejoint l'université de New York avec une bourse Fulbright pour poursuivre sa maîtrise en relations internationales.

### Carrière
Il a commencé à travailler en 1995 comme comptable au sein du Secrétariat parlementaire et est devenu chef de la comptabilité au sein du Bureau du dalaï-lama à New Delhi. Il est allé en Afrique du Sud et a été le Secrétaire général au Bureau du Tibet à Pretoria, de 2001 à 2006 et a fondé des groupes de soutien au Tibet et organisé des festivals dédiés au Tibet.
Il est revenu en Inde où il devint le représentant des établissements tibétains de Delar et Lugsam à Bylakuppe. Durant son mandat, il a obtenu des subventions pour environ 100 étudiantes tibétaines. Il est ensuite devenu le représentant en chef des établissements tibétains à Bangalore et a été nommé en 2009 secrétaire général du Bureau du dalaï-lama à New Delhi.
En décembre 2010, Wangdu est CEO de la Fédération des coopératives tibétains en Inde (FTCI), regroupant 15 coopératives tibétaines dans 9 états indiens. En 2011 à Bangalore, FTCI a fondé le premier Centre commercial tibétain. En 2012, la FTCI a reçu le prix de la meilleure coopérative de l'Alliance coopérative internationale et l'Union nationale des coopératives de l'Inde. En conséquence, l'année suivante, les 15 coopératives tibétaines ont commencé à percevoir un revenu net.
En 2015, il est candidat à l'élection du Premier ministre tibétain de 2016, un projet qu'il envisageait depuis 2013. Il déclara se présenter pour travailler pour la cause tibétaine suivant la vision du 14e dalaï-lama pour résoudre la question tibétaine par l'approche du dialogue de la voie médiane, fort de ses propres expériences en relations internationales et dans le commerce, souhaitant mettre l'accent sur l'éducation des jeunes tibétains, et l'amélioration de l'économie. Il résume son programme à 4 idées : développement durable, éducation, économie, et négociation. Le People's Party of Tibet a soutenu sa candidature lors de l'élection de 2016
Tashi Wangdu a annoncé publiquement sa candidature à l'Élection du Premier ministre tibétain de 2021.

### Autres activités
En 2003, il a visité le Tibet et par la suite organisé des expositions de photos et des discussions sur la situation dont il a été témoin au Tibet.
En 2008, il a aidé pour l'obtention du certificat d'inscription pour 1 700 nouveaux arrivants tibétains en Bylakuppe. De 2008 à 2012, il a organisé des cours de coaching gratuit pour les étudiants tibétains aidant leur admission dans les cours à travers Karnataka Common Entrance Test.
En 2014, Wangdu a reçu le prix d'excellence Rajiv Gandhi du Conseil de la Solidarité indienne.
Marié et père de trois enfants, il vit à Bangalore.